# Klára Rajnai
Klára Rajnai   (Budapest, 21 de novembre de 1953) és una piragüista d'aigües tranquil·les hongaresa, ja retirada, que va competir durant la dècada de 1970.
El 1976 va prendre part en els Jocs Olímpics d'Estiu de Montreal, on va disputar dues proves del programa de piragüisme. En el K-2, 500 metres, formant parella amb Anna Pfeffer, va guanyar la medalla de plata, mentre en la del K-1, 500 metres guanyà la de bronze.
En el seu palmarès també destaquen dues medalles de bronze al Campionat del Món de piragüisme en aigües tranquil·les, el 1975 i 1979.